# Maurice Nivat
Pour les articles homonymes, voir Nivat.
Maurice Paul Nivat, né le 21 décembre 1937 à Clermont-Ferrand et mort le 21 septembre 2017 à Sevran, est un informaticien français.
Professeur à l'université Paris-Diderot et membre du Laboratoire d'informatique algorithmique : fondements et applications (CNRS UMR 7089), il prend sa retraite en 2001 sans arrêter la recherche.
Ses travaux portent sur les différents domaines de l'informatique théorique : la théorie des langages formels, la sémantique des langages de programmation et la géométrie discrète.

## Biographie

### Jeunes années et formation
Ses parents étaient professeurs de lycée. Son frère, Georges Nivat, se spécialisera dans les études slaves et sa sœur, Aline Bonami, deviendra mathématicienne spécialiste de l'analyse harmonique. La famille de Maurice Nivat s'établit à Paris en 1954 et, en 1956, Maurice est admis à l’École normale supérieure (sciences). En 1959, il commence des travaux informatiques au centre de calcul du CNRS dirigé par René de Possel en liaison avec Louis Nolin. C'est alors qu'il commence à pratiquer les différents langages de programmation, notamment Algol. Il démarre ensuite des recherches patronnées par Marcel-Paul Schützenberger. Sa thèse de doctorat d'État est soutenue en 1967 à la faculté des sciences de Paris, et il est nommé professeur à l'université Paris VII en 1969.
Il a milité pendant toute sa vie professionnelle pour la reconnaissance de l'informatique en tant que science. Il a en particulier œuvré pour que ce soit créée à la fin des années 1970 une section d'informatique du Conseil national des universités, disjointe des mathématiques appliquées et des probabilités.
Il épouse en 1966 Paule Bettan (1939-2023), professeur de statistiques et de statistique à l'université Paris XIII, dont il a trois enfants.

### Carrière
Maurice Nivat a apporté d'importantes contributions à l'informatique théorique. Au début des années 1970, il travaille à la fois à l'IRIA (aujourd'hui nommé INRIA), et aux universités de Paris VII et Paris VI. À l'IRIA, en 1971, il crée le projet Sémantique formalisée des langages de programmation, appelé plus tard Théorie de la programmation. Avec Marcel-Paul Schützenberger, il développe une théorie de la programmation basée sur les automates et, en 1972, organise le premier colloque international sur les automates, langages et programmes (ICALP) à l'IRIA. En 1975, il participe à la création du Laboratoire d'informatique théorique et de programmation (LITP) des universités de Paris VII et Paris VI. Il en sera codirecteur jusqu'en 1985.
Il participe à la création de l'Association européenne pour l'informatique théorique (EATCS). En 1975, il crée la revue Theoretical Computer Science (TCS) dont il sera rédacteur en chef jusqu'à sa retraite en 2001. Il crée les Écoles de printemps d'informatique théorique dont Jean-Pierre Crestin assurera l'organisation.
En 1983, il se fait confier par les pouvoirs publics une mission sur la recherche en informatique. Il demande à Gérard Berry de vice-présider le comité de réflexion qu'il crée.
Il est membre correspondant de l'Académie des sciences à partir du 11 avril 1983.
Il est également docteur honoris causa de l'université de Bologne et de l'université du Québec à Montréal (UQAM).

## Distinctions
- Officier de la Légion d'honneur en 2002[14]
- Officier de l'ordre national du Mérite en 1997[15]
- Commandeur de l'ordre des Palmes académiques